# Gran Premi de Malàisia del 1999
Resultats del Gran Premi de Malàisia de Fórmula 1 de la temporada 1999, disputat al circuit de Sepang el 17 d'octubre del 1999.

## Resultats
| Pos. | No | Pilot                 | Equip                  | Voltes | Temps/ Retirada        | Pos. de sortida | Punts |
| ---- | -- | --------------------- | ---------------------- | ------ | ---------------------- | --------------- | ----- |
| 1    | 4  | Eddie Irvine          | Ferrari                | 56     | 1h 36' 38. 4           | 2               | 10    |
| 2    | 3  | Michael Schumacher    | Ferrari                | 56     | + 1.04 s               | 1               | 6     |
| 3    | 1  | Mika Häkkinen         | McLaren - Mercedes     | 56     | + 9.743 s              | 4               | 4     |
| 4    | 17 | Johnny Herbert        | Stewart - Ford         | 56     | + 17.538 s             | 5               | 3     |
| 5    | 16 | Rubens Barrichello    | Stewart - Ford         | 56     | + 32.296 s             | 6               | 2     |
| 6    | 8  | Heinz-Harald Frentzen | Jordan - Mugen - Honda | 56     | + 34.884 s             | 14              | 1     |
| 7    | 11 | Jean Alesi            | Sauber - Petronas      | 56     | + 54.408 s             | 15              |       |
| 8    | 10 | Alexander Wurz        | Benetton - Playlife    | 56     | + 1' 00.934 min.       | 7               |       |
| 9    | 21 | Marc Gené             | Minardi - Ford         | 55     | + 1 Volta              | 19              |       |
| 10   | 5  | Alessandro Zanardi    | Williams - Supertec    | 55     | + 1 Volta              | 16              |       |
| 11   | 9  | Giancarlo Fisichella  | Benetton - Playlife    | 52     | + 4 Voltes             | 11              |       |
| Ret  | 22 | Jacques Villeneuve    | BAR - Supertec         | 48     | Part Hidràulica        | 10              |       |
| Ret  | 12 | Pedro Diniz           | Sauber - Petronas      | 44     | Accident               | 17              |       |
| Ret  | 14 | Pedro de la Rosa      | Arrows                 | 30     | Motor                  | 20              |       |
| Ret  | 20 | Luca Badoer           | Minardi - Ford         | 15     | Accident               | 21              |       |
| Ret  | 2  | David Coulthard       | McLaren - Mercedes     | 14     | Pressió de Combustible | 3               |       |
| Ret  | 6  | Ralf Schumacher       | Williams - Supertec    | 7      | Accident               | 8               |       |
| Ret  | 15 | Toranosuke Takagi     | Arrows                 | 7      | Transmissió            | 22              |       |
| Ret  | 23 | Ricardo Zonta         | BAR - Supertec         | 6      | Motor                  | 13              |       |
| Ret  | 18 | Olivier Panis         | Prost - Peugeot        | 5      | Motor                  | 12              |       |
| Ret  | 11 | Damon Hill            | Jordan - Mugen - Honda | 0      | Col·lisió              | 9               |       |

## Altres
- Pole: Michael Schumacher 1' 39. 688

- Volta ràpida: Michael Schumacher 1' 40. 267 (a la volta 25)